# 15e régiment de chasseurs à cheval
Le 15e régiment de chasseurs à cheval est un régiment constitué sous la Révolution française. Il a été le régiment de réserve du 2e régiment de chasseurs de 1977 à 1998, date de sa dissolution au 1er régiment médical de Metz. Il comprenait quatre escadrons de combat dotés d'AML canon de 90 mm ou d'AML mortier de 60, de jeep Milan ou jeep canon de 106, plus un escadron de commandement et de service.

## Création et différentes dénominations
- 1793 : 15e régiment de chasseurs à cheval
- 1815 : dissous
- 1816 : chasseurs de l'Oise
- 1825 : 15e régiment de chasseurs à cheval
- 1831 : dissous (10e chasseurs)
- 1873 : 15e régiment de chasseurs à cheval
- 1927 : dissous

## Chefs de corps
- 1793-1796 colonel BOUZON
- 1790-1799 colonel CHAMPEAUX
- 1799-1805 colonel Louis Lepic
- 1805-1811 colonel Pierre Mourier
- 1811-1815 colonel François Jacques Guy Faverot de Kerbrech

2e formation
- 1818-1825 colonel de CRILLON
- 1825-1828 colonel d’HAREMBERT
- 1828-1830 colonel de QUELEN
- 1830 colonel de SIGALDI

3e formation
- 1873-1875 colonel de VERGES
- 1875-1879 colonel LOIZILLON
- 1880-1882 colonel de Chabrillan
- 1882-1891 colonel ROBIES
- 1892-1894 colonel THIBAUT de la ROCHE
- 1895-1901 colonel JOHANNES
- 1902-1907 colonel MUTEAU
- 1907-1910 colonel Joseph de Ferluc
- 1910-1914 colonel DELESCLUSES
- 1914-1915 colonel TRUTAL
- 1915-1916 colonel Félix Destremau
- 1916-1918 colonel Jules Luce de Trémont
- 1919-1922 colonel VERNIERS
- 1922-1924 colonel de JOYBERT

4e formation (réserve)
- 1979-1983 colonel TALLET
- 1983-1986 colonel VOIRIN
- 1986-1990 colonel DATH
- 1990-1994 colonel MAINTENANT
- 1994-1998 colonel JACQUOT
- 1998 dissolution

## Historique des combats et batailles du15erégimentde chasseurs à cheval

### Guerres de la Révolution et de l'Empire
- 1793-96 : Guerre de Vendée (Bataille de Moutiers-les-Mauxfaits)
- 1797-1801 : Armée d'Italie
- 1805-1806 : Campagne d'Italie
- 1805 : bataille de Caldiero
- 1807 : 8 février, bataille d'Eylau
- 1808-1809: Espagne
- 1810-1811: Portugal
- 1811-1813: Espagne
- 1813 : campagne d'Allemagne, 16-19 octobre bataille de Leipzig
- 1814 : guerre d'indépendance espagnole puis campagne de France (1814), 27 février bataille d'Orthez

### Première Guerre mondiale

#### 1914
- Bataille de l'Ourcq (1914)

#### 1918
- Bataille de l'Avre
- Bataille de la Marne (1918)

## Garnisons

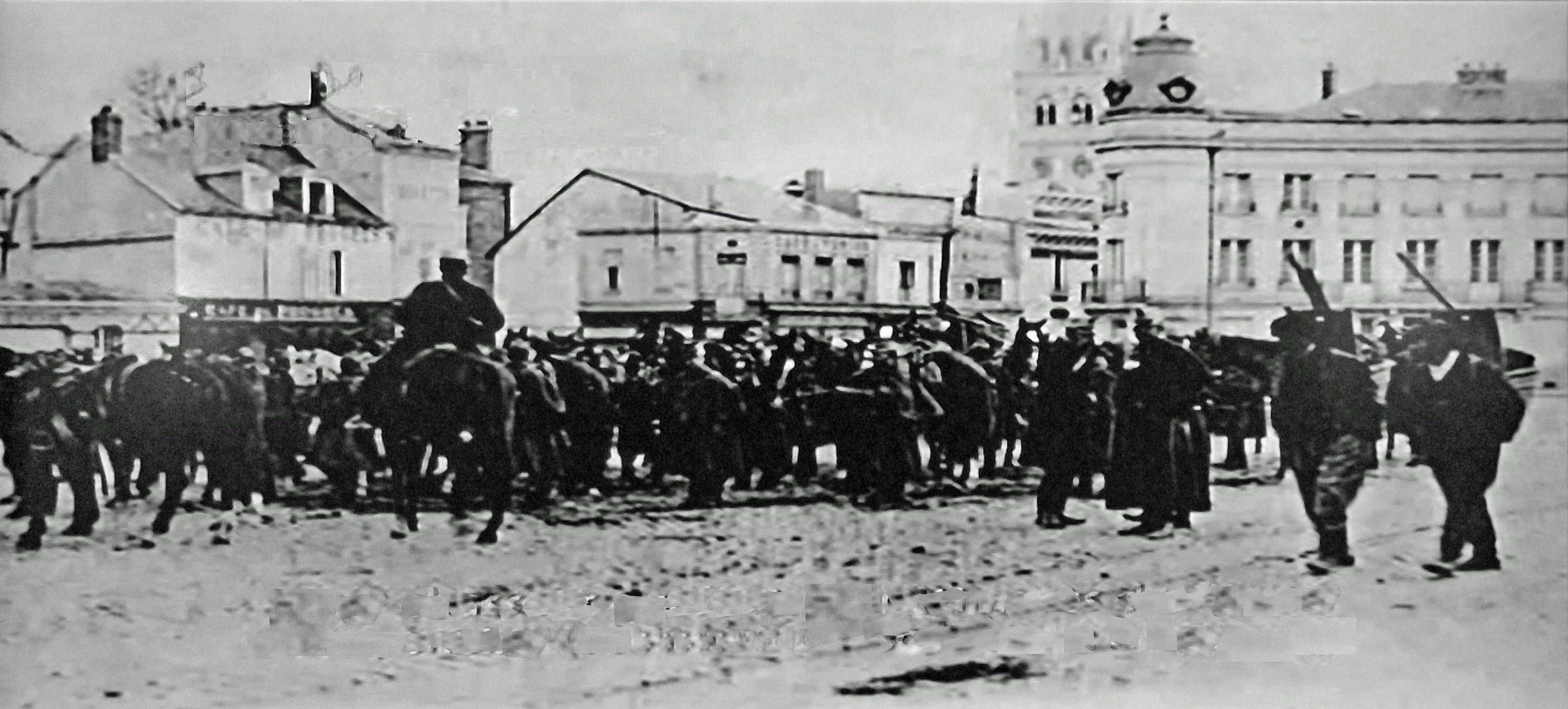
le 15e déployé pour réprimer la révolte des vignerons en 1911 à Épernay.

- 1889 : Fontainebleau[1] ;
- 1907 : Châlons-sur-Marne ;
- 1919 : Compiègne[2] ;
- 1927 : Châlons-sur-Marne.

## Faits d'armes faisant particulièrement honneur au régiment
Il porte, cousues en lettres d'or dans ses plis, les inscriptions suivantes :
- Vérone 1799
- Friedland 1807
- Alba-De-Tormes 1809
- Villodrigo 1812
- L'Ourcq 1914
- L'Avre 1918
- Reims 1918

## Décorations
Sa cravate est décorée :
- de la Croix de guerre 1914-1918 avec deux citations à l'ordre de l'armée (palmes) ;
- de la fourragère aux couleurs du ruban de la Croix de guerre 1914-1918.

## Personnalités ayant servi au régiment
- Pierre des Vallières (1868-1918), général français, mort au front.
- Henri Chas (1900-1945), résistant français, Compagnon de la Libération.
- Bertrand du Cor de Duprat de Damrémont, sous-lieutenant de 1901 à 1904.